# Реквизит
Реквизи́т (от лат. requisitum требуемое, необходимое) — совокупность предметов, необходимых для представлений в театре, во время кино- или фотосъёмки, рисования, лепки с натуры.
Реквизитом часто называют как подлинные, так и бутафорские предметы, однако термин реквизит корректно употреблять только по отношению к подлинным вещам, а не к искусственным.
Реквизит является стаффажем, вспомогательной деталью, которая играет второстепенную роль и используется для того, чтобы создать необходимые фон, атмосферу. К реквизиту могут относиться различные принадлежности (зонт, трость и тому подобное), дополняющие сценический костюм актёра, мелкие предметы быта.
Лицо, заведующее реквизитом в театре, на киностудии и тому подобном носит название — реквизитор.